# Fotogrammetria industriale
La fotogrammetria industriale è la fotogrammetria che si svolge all'interno di una industria. Può servire sia per la stessa industria sia per l'esterno, come per le pubblicità. Questo tipo di fotogrammetria fu scoperta negli anni 1843-1845 da David Octavius Hill e Robert Adamson, ma si iniziò ad usarla tra gli anni 1850 e 1860. Ci sono molti legami, con la pittura, il reportage e l'architettura.
Si divide in tre direttrici fotogrammetria per le fabbriche e gli impianti, fotogrammetria marina e fotogrammetria per l'aeronautica. Fu inventato dalla fotogrammetria, che si divise prima in aerea e terrestre e poi in industriale; finalizzata alle esigenze dell'ingegneria.
Nel Regno Unito, ci sono molte fabbriche di questa fotogrammetria, a Leicestershire, East Midlands.. Ci sono anche in Belgio e Lussemburgo, Repubblica Ceca, Germania (Aquisgrana, Colonia, Ruhr), Francia ed altri posti
Il fotografo brasiliano Hans Gunter Flies studiò sia la fotografia pubblicitaria, che quella industriale, dal 1940 al 1970, il suo archivio comprende 20.000 immagini. Altri che studiarono questo tipo di fotogrammetria sono Vilém Heckel; anche Carleton Watkins, Albert Renger-Patzsch, Margaret Bourke-White, studiarono questa fotogrammetria.